# Soraga di Fassa
Soraga di Fassa (deutsch veraltet: Überwasser, ladinisch Soraga) ist eine italienische Gemeinde (comune) mit 717 Einwohnern (Stand 31. Dezember 2023) in der Provinz Trient, Region Trentino-Südtirol. Bis Februar 2017 hieß die Gemeinde nur Soraga, die ladinische Bezeichnung blieb unverändert. Die Gemeinde gehört zur Talgemeinschaft Comun General de Fascia.

## Geographie
Soraga di Fassa liegt etwa 55 km nordnordöstlich von Trient im Fassatal am Avisio auf 1207 m s.l.m. Sie ist von den Dolomitengruppen Marmolata im Osten, Rosengarten im Nordwesten und der Latemargruppe im Südwesten umgeben. Südlich des Ortes liegt der vom Avisio aufgestaute Stausee Lago di Soraga, der auch unter dem Namen Lago di Pezzè bekannt ist. Die Nachbargemeinden sind Moena und San Giovanni di Fassa sowie die beiden Belluneser Gemeinden Falcade und Rocca Pietore.

## Verwaltungsgliederung
Zu Soraga di Fassa gehört noch die am Passo San Pellegrino liegende Fraktion Fuchiade (lad. Fuciade oder Fuciada).

## Persönlichkeiten
- Peter Brunel (* 1975), Koch

## Bilder

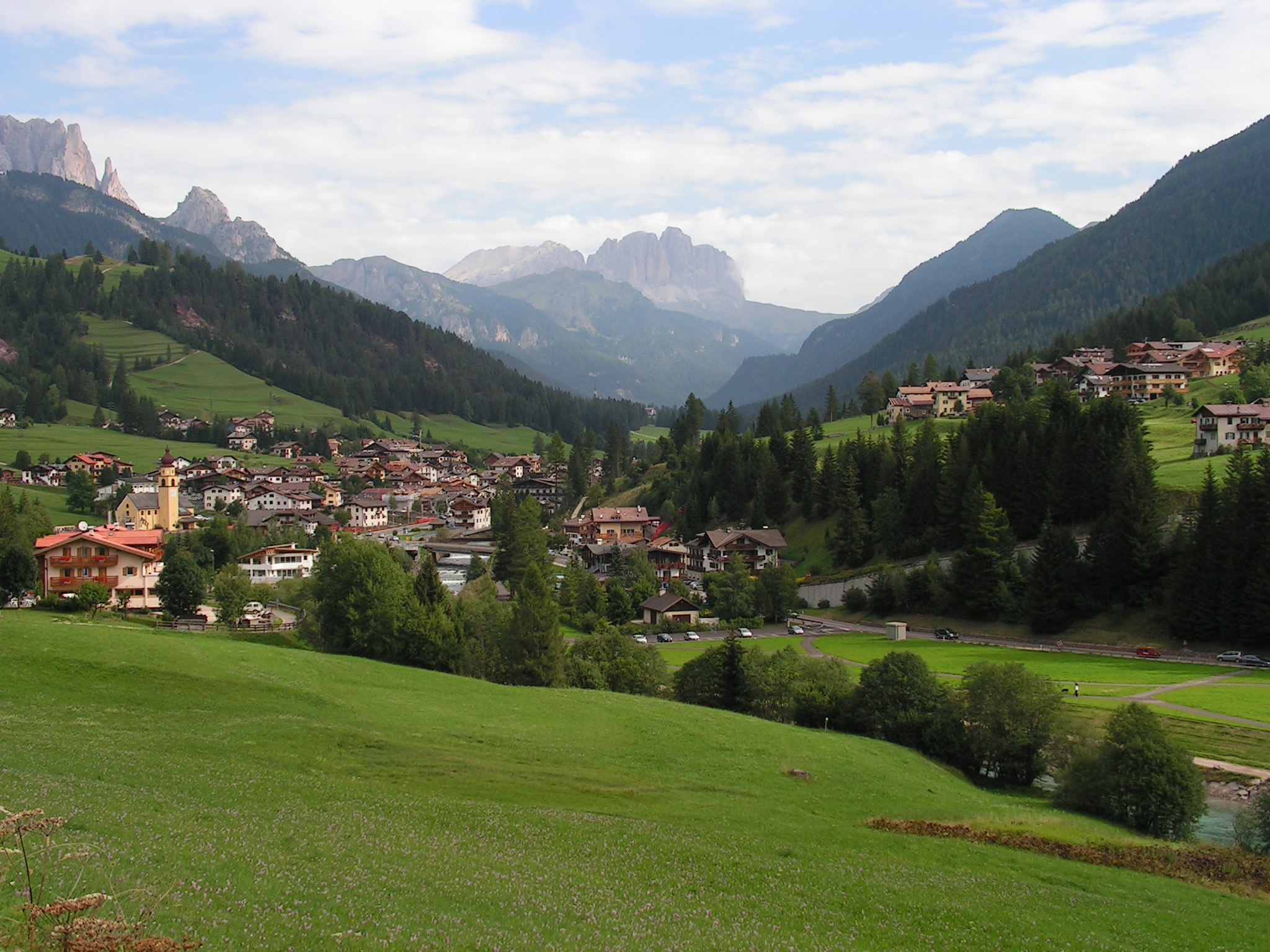
Soraga di Fassa mit der Langkofelgruppe im Hintergrund
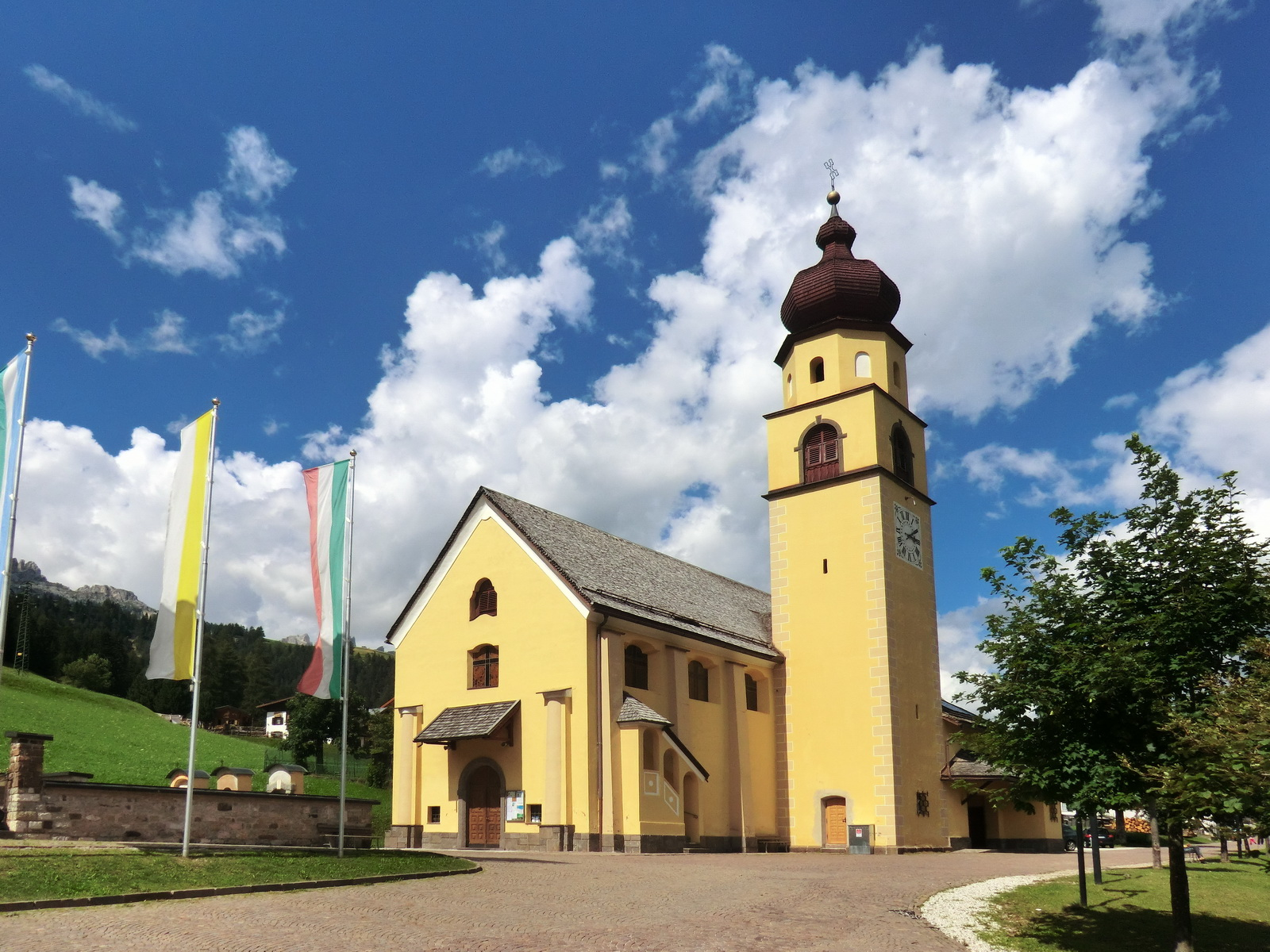
Pfarrkirche Santi Pietro e Paolo
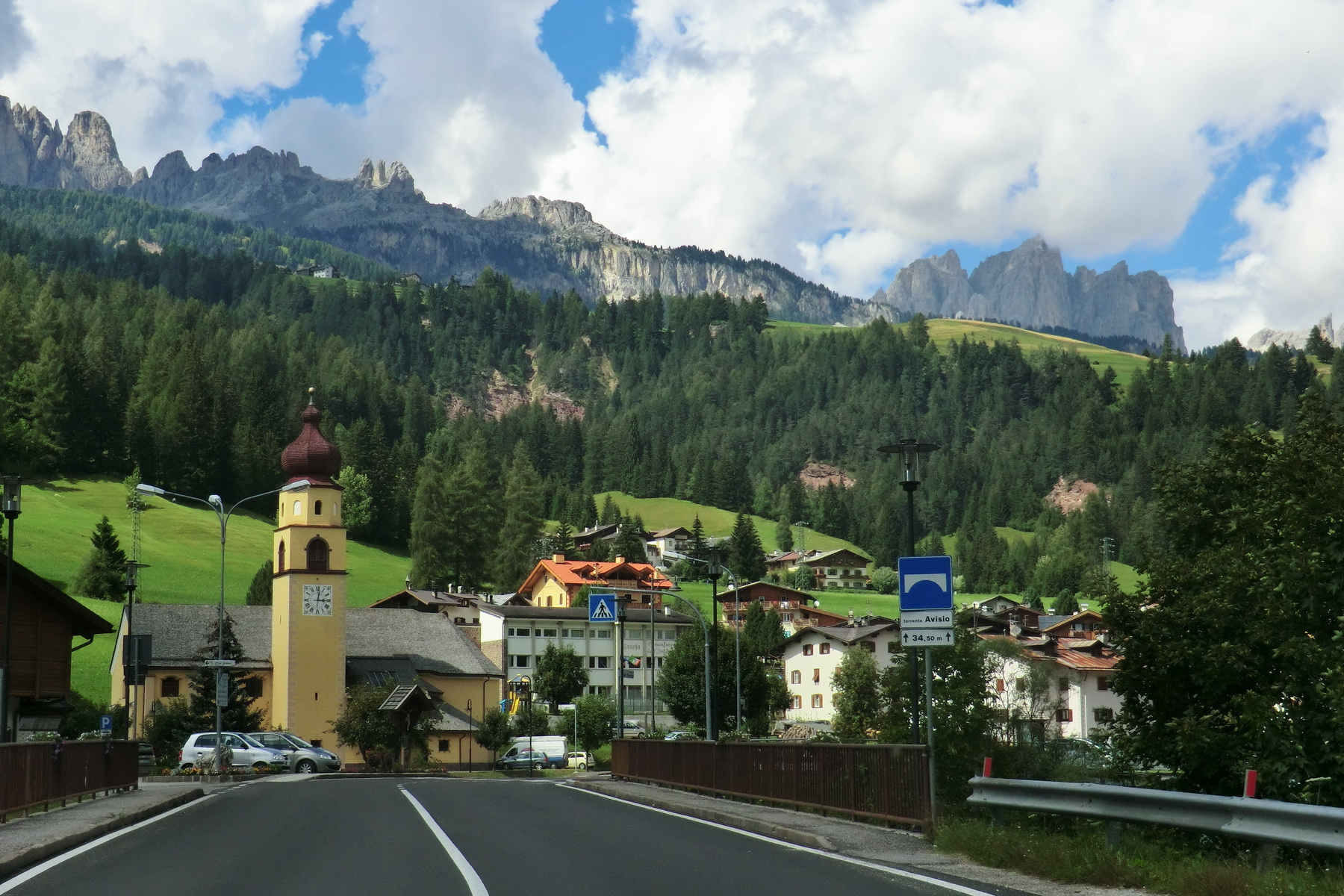
Soraga di Fassa mit dem Rosengarten im Hintergrund
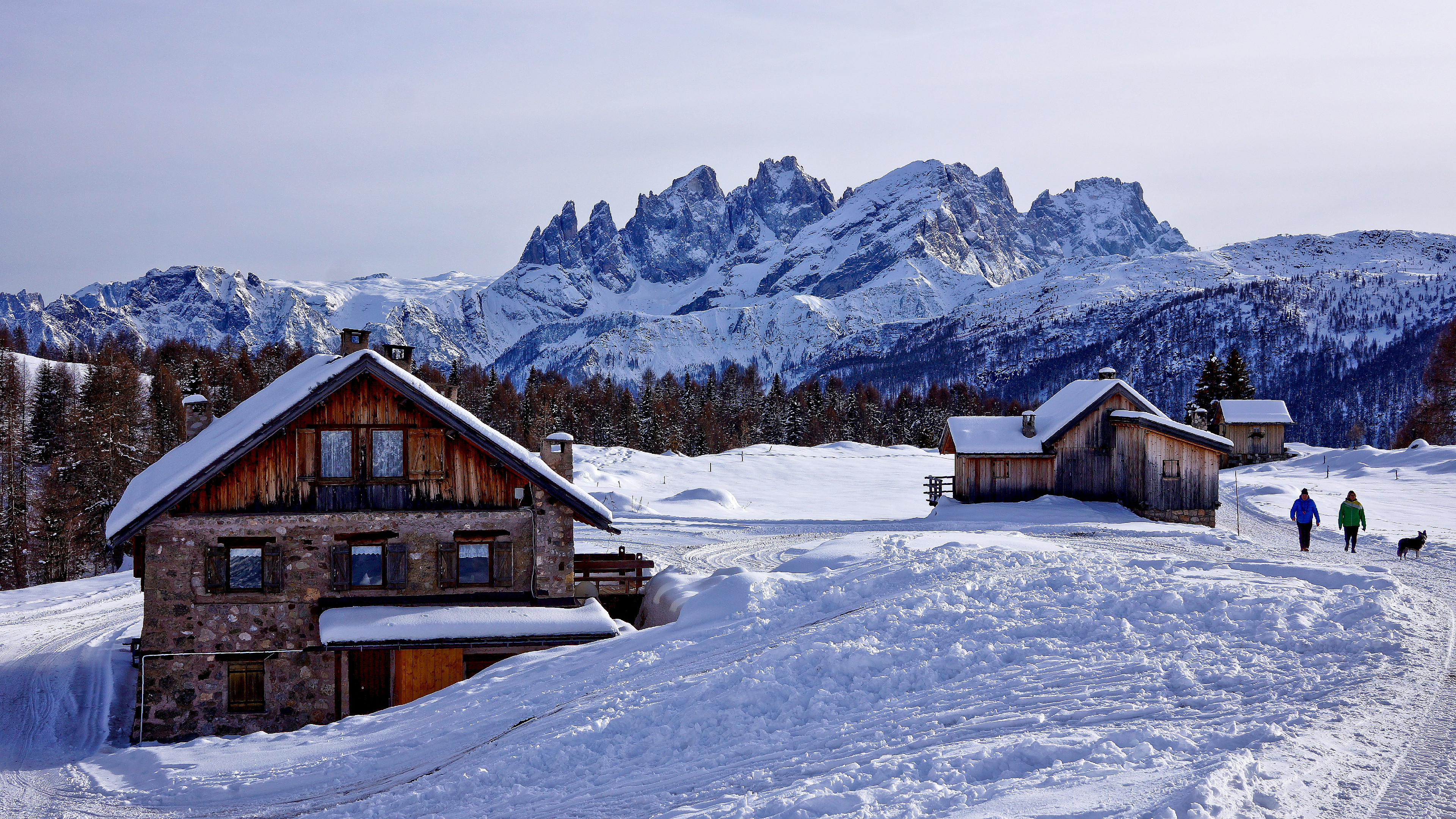
Die Fraktion Fuchiade mit der Palagruppe im Hintergrund